# Marcos Cantera Carlomagno
Marcos Cantera Carlomagno, född 1952 i Montevideo, är en svensk historiker (fil.dr vid Lunds universitet) och författare. Cantera Carlomagno disputerade 1995 på en avhandling om de svensk-italienska relationerna under 1930-talet. Han har publicerat elva böcker och drygt 700 artiklar.